# Agrimensor

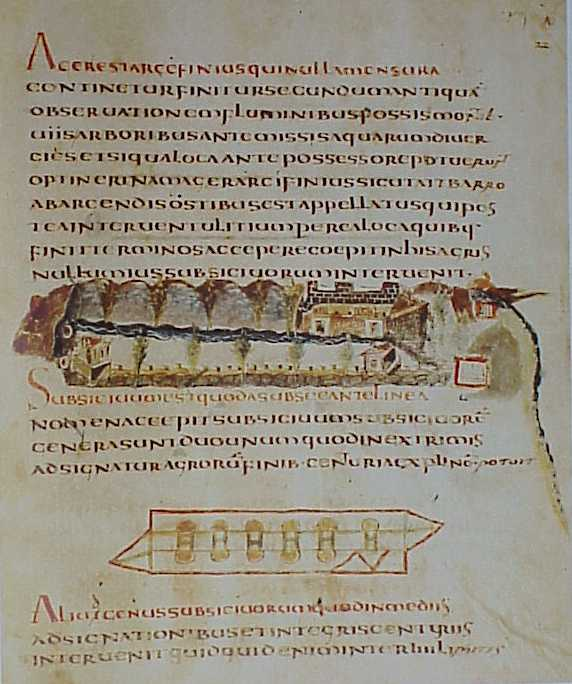
Aus dem Wolfenbütteler Agrimensorencodex

Ein Agrimensor – auch mensor, mensor agrorum, finitor oder gromaticus, deutsch Gromatiker (zu Groma)
genannt – war ein Feldvermesser der römischen Kaiserzeit.  
Zu den Autoren, die einschlägige Werke verfasst haben, zählen Sextus Iulius Frontinus, Hyginus Gromaticus und Siculus Flaccus. Die Agrimensoren-Schriften gehören zu der antiken Fachliteratur, die im Mittelalter weiter benutzt wurde. Die älteste erhaltene Handschrift stammt aus dem 6. Jahrhundert. Karolingische Abschriften gehen auf verlorene spätantike Vorlagen zurück und reproduzieren auch die Bilder ihrer Vorlagen. Zeitweise dürften die Texte der Agrimensoren zur spätantiken Hofliteratur gehört haben, wie aus einer Kaiserdarstellung im Codex Palatinus latinus 1564 hervorgeht. Diese Handschrift dürfte in der ersten Hälfte des 9. Jahrhunderts im Umkreis Ludwigs des Frommen in Lotharingien von einem Exemplar aus dem 6. Jahrhundert kopiert worden sein. An ihr zeigten die Humanisten Niccolò Niccoli und Johannes Sichardus Interesse.
Derartige Handschriften wurden zum Corpus agrimensorum Romanorum zusammengestellt.